# Franz John
Franz Adolf Louis John (Pritzwalk, 28 de septiembre de 1872-Berlín, 17 de noviembre de 1952) fue un fotógrafo alemán, conocido por ser uno de los iniciadores de la fundación del Bayern Múnich y su primer presidente desde 1900 hasta 1903.

## Biografía
Nació el 28 de septiembre de 1872 en Pritzwalk (Brandemburgo), hijo de Friedrich Wilhelm y Ida John. Después de mudarse con sus padres a Pankow en la periferia de Berlín, se unió al club de fútbol VfB Pankow. Allí conoció a Gustav Manning, quien después se convirtió en secretario de la Federación Alemana de Fútbol. Manning más tarde ayudó a John a la integración de los clubes de fútbol de Múnich en la DFB. Después de su aprendizaje como fotógrafo se mudó a Múnich, donde se convirtió en miembro del club MTV 1879 Múnich.
El 27 de febrero de 1900, la comisión directiva del MTV prohibió que la división de fútbol de su club pueda unirse a la Association of Southgerman Football Clubs (SFV). Esto provocó que los once jugadores de fútbol abandonaran el club, bajo la dirección de Franz John. La idea de participar en la SFV llevó a que más tarde en el restaurante muniqués Gisela  se firmara el documento que certifica la creación de un nuevo club, firmado por 17 miembros (entre ellos los primeros futbolistas), dando por sentado la fundación del Münchener Fußballklub Bayern y eligiendo a Franz John como primer presidente del mismo. Más adelante Franz también fundó el consejo de árbitros de Baviera.
Bajo su liderazgo el club se unió a la SFV en su primer año de existencia y se convirtió rápidamente en un equipo importante dentro del futbol de Múnich. En 1903 John dejó su cargo como presidente del Bayern y fue sucedido por el holandés Willem Hesselink. Un año más tarde, en 1904, dejó Múnich para regresar a Pankow, donde abrió un laboratorio de fotografía. Más tarde fue elegido presidente por un periodo de dos años de su primer club, el VfB Pankow. En 1925 a pesar de tener pocos contactos en Múnich, se eligió con motivo del 25to aniversario a John como presidente honorario del FC Bayern Munich. En 1936 recibió la Insignia Dorada de Honor por parte del club.
Murió el 17 de noviembre de 1952 a la edad de 80 años en Pankow (Berlín), sin dejar descendencia. El periodista berlinés Hans-Joachim Rechenberg se ocupó de encontrar su tumba perdida en Fürstenwalde. En el año 2000 con motivo del centenario de su fundación, el FC Bayern hizo erigir una lápida en la tumba en ruinas de John, recordando sus servicios al club.